# BFC Frankfurt 1885
Der Berliner FC Frankfurt 1885 war ein am 5. Mai 1885 gegründeter deutscher Fußballklub.

## Geschichte

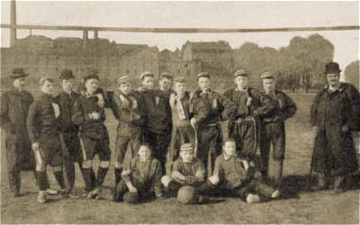
Die Mannschaft des BFC Frankfurt 1885, rechts Georg Leux

Der BFC Frankfurt wurde am 5. Mai 1885 von Georg Leux, dem späteren Gründer des Bundes Deutscher Fußballspieler, gegründet. Das Frankfurt im Namen wurde als Reminiszenz zur Heimatstadt Leux' gewählt, welcher aus einer alten Frankfurter Sportlerfamilie stammte und aufgrund seines Künstlerberufes nach Berlin gekommen war. Die Vereinsfarben waren blau-weiß, der BFC Frankfurt trat regelmäßig mit einem weißen Hemd mit blauen Streifen, sowie einer blau-weiß gefelderten Mütze an. Ursprünglich wurde beim BFC Frankfurt Rugby Football gespielt, was aber schon bald zu Gunsten des Assoziationsfußballs aufgegeben wurde.
Der BFC spielte in verschiedenen frühen Berliner Fußballligen, zunächst im Deutschen Fußball- und Cricket Bund (DFuCB), der ihn jedoch 1894 ausschloss, und von 1896 bis 1898 im Allgemeinen Deutschen Sport Bund, wo man 1897 Zweiter und 1898 Berliner Meister dieses Verbandes wurde.
Die Heimspiele bestritt der BFC Frankfurt auf dem Tempelhofer Feld. Der BFC Frankfurt war in vielerlei Hinsicht ein Pionierklub: So bestritt er eines der noch seltenen Spiele, die zwischen zwei Fußballklubs aus unterschiedlichen deutschen Städten ausgetragen wurden, am 11. März 1894 gegen den Bremer FC Teutonia, der üblicherweise Rugby Football spielte. Dieses Spiel nach Soccer-Regeln (Soccer als Kurzform von Association Football) gewann man mit 5:0. Der BFC Frankfurt wurde jedoch bereits nach wenigen Jahren aufgelöst, da sich die Mitglieder mehrheitlich dem späteren deutschen Fußballmeister Union 92 Berlin anschlossen, welcher später zu Blau-Weiß 90 Berlin wurde. Dennoch gilt der BFC Frankfurt als einer der deutschen Fußballpioniere und war im Januar 1900 einer der 86 Gründungsvereine des Deutschen Fußball-Bundes.